# Gare de Tottenham Hale
Ne doit pas être confondu avec Tottenham Hale (métro de Londres).
La gare de Tottenham Hale, est une gare ferroviaire de National Rail, desservie par des trains opéré par Greater Anglia sur les lignes West Anglia Main Line (en) et Stansted Express.
Elle est en correspondance avec la station souterraine Tottenham Hale de la Victoria line du métro de Londres.